# 奧德蘭 (星際大戰)
奧德蘭（Alderaan，又譯奥德朗、阿尔德兰）是星際大戰虛構世界中的一個星球。奧德蘭是莉亞公主與貝爾·歐嘉納大公的故鄉，在星際大戰四部曲：曙光乍現中被大星區總督威爾霍夫·塔金下令用死星炸毀。

## 歷史
这颗行星没有武器和军事力量，但并不是自古如此。在克隆人战争（Clone Wars）期间，暴力和战争几乎摧毁了奥德朗（Alderaan）。结果，总督兼第一主席貝爾·歐嘉納大公宣布所有武器都是非法的，并发布了一份和平声明。这个再生时期是壮观的，奧德蘭以其美丽而闻名，人们欢呼“宇宙的闪亮中心的诞生”。
在行星上很少有大城市，这样的设计是为了与他们的环境相协调。奥德拉市（Aldera）的地平线上，曲线玲珑的闪光白色建筑群犹如一道联接碧草与白云的精美的桥。在这里，来自银河系各地的学者来到著名的奥德拉大学（University of Aldera）进行研究工作，学术的气氛促进了自由思想，这使帝国非常恼火。类似克雷伐斯城（Crevasse City）的其它城市与环境融合得非常好，以至于从远处无法发现城市的存在。
在帝国时期，奧德蘭在帝国议会的代表是莉亞公主（Princess Leia Organa）。奥加纳拥有政治才干和与生俱来外交豁免权，她利用这些绕开帝国的封锁，完成帮助被围攻的义军（Rebel）部队的高尚任务。
她的同情心和银河帝国（Galictic Empire）的专横毁灭了可怜的奥德朗。莉亞在偷运帝国的重要计划时中途被西斯黑暗尊主达斯·维德逮捕，她被带到帝国那力量超乎想象的超级武器--死星（Death Star）战斗基地上。在那里，高级星区总督塔金（Grand Moff Tarkin）要求知道义军隐藏要塞的位置。当莉亞拒绝透露这个秘密时，塔金命令死星的主炮瞄准奥德朗。莉亞试图将她的家园从可怕的命运中拯救出来，于是她给了塔金一个错误的回答。但这没有用，塔金还是命令死星开炮。在一次爆炸中，奧德蘭成为碎片，星球上二十亿的生命在爆炸中被杀死。
奧德蘭的毁灭在银河系中产生了巨大的两极分化效果。在银河内战（Galactic Civil War）中试图保持中立的星球迅速表明了他们的立场——那些害怕帝国野蛮行为并希望避免类似报复的站到了帝国这边；那些由于奥德兰的毁灭而被冒犯的开始公然或暗地里扶持同盟。尽管一些在奧德蘭毁灭时不在行星上的奥德朗居民成为了帝国的狂热支持者，但更多的幸存者都很快加入了义军同盟。奧德蘭的幸存者在霍斯（Hoth）的回波基地（Echo Base）内操作着巨大的离子加农炮。那些渴望和平、不希望牵扯进战斗的幸存者被运到了新奥德朗，那是同盟的一个安全的星球。
奧德蘭的残骸现在是被称为“墓地”的小行星带。许多奥德朗的幸存者回到这里，向他们已死去深爱的人致敬并重访那已经消失、但在他们珍爱记忆中永远美丽的星球。

## 外部連結
- Wookieepedia上的相关条目：Alderaan